# Delazione

La bocca di leone in bassorilievo presente sul Palazzo Ducale a Venezia, destinata a raccogliere delazioni.

Con delazione, si intende una dichiarazione segreta con finalità di tornaconto personale, anche eventualmente in anonimato, con la quale si porta a conoscenza la commissione di un reato o di un altro illecito di cui vi sia stata consumazione o anche solo tentativo, al fine di identificarne chi ne venga indicato come l'autore.
Il termine ha anche un significato proprio nel diritto civile in tema di successione a causa di morte, e ne aveva per la variante giuridica della lingua italiana anche uno corrispondente al concetto di "porto", sottinteso abusivo, come nel porto abusivo d'armi da fuoco.

## Storia
Storicamente l'azione ha qualche somiglianza con l'agire dell'infiltrato o dell'agente segreto, che potendo aver nozione di determinati accadimenti o progetti ne informa l'ordine costituito ovvero soggetti interessati. E le sue origini paiono molto antiche. Tacito parla a più riprese, negli Annales, della figura del delator, che riferisce vastamente diffusa nel Senato di Roma, sino a trovarne il paradigma nella figura di Cepione Crispino, ignotus et inquies. Questi senatori, dice sempre lo storico latino, a tutto disposti per fare carriera o per salvarsela, sempre trovavano un princeps cui riferire le altrui segrete cose.
(Tacito, Annales)
Tacito si scaglia a lungo contro i delatori, dei quali "ripesca" malefatte (e conseguenze sui denunciati) che - asserisce - altri storici avrebbero tralasciato di trasmettere. In particolare è l'effetto che ebbero su Tiberio quello a parer suo più grave, poiché quell'imperatore fece uccidere nugoli di presunti traditori denunciatigli dai delatori e, non pago, ne fece arrestare i figli e stuprare le figlie, il tutto sulla base di confidenze prezzolate. E questa particolare eccitabilità di Tiberio puntualmente vellicata dalla delazione con effetti sanguinosi, fu definita da Seneca come una specie di rabies publica, parole che assumono un altro significato quando si ricordi che questo imperatore ripristinò il delitto di lesa maestà, applicandolo però stavolta anche alle opinioni e non più solo ai fatti; dicta impune erant, commentava Tacito riferendosi al passato, e nel frattempo era entrato nell'ordinamento il reato d'opinione, con effetti di incremento della delazione che sarebbero intuibili se non fossero già stati descritti dagli storici latini.
Agli eccessi di Tiberio si giungeva dopo - al confronto - timidi inizi scaturiti al tempo di Augusto, quando con la lex Papia Poppaea ai celibi vennero preferiti i coniugati per l'accesso alle cariche pubbliche. Fu subito, nella competizione politica, un trepidare di sussurri e conseguenti delazioni circa coloro i quali asseritamente avrebbero sottaciuto o dissimulato una sostanziale condizione di celibato pur di accedere ai ruoli non più loro spettanti.
Anche Plinio il Giovane, nel Panegirico di Traiano, evidenzia quanto la piaga della delazione, soprattutto quella prestata contro mercede, stesse continuando a pervadere l'Urbe, esaltando il suo attuale imperatore giacché vi aveva posto deciso freno: omnes accusatore domestico liberasti.
Sotto Galba, Costantino e Teodosio, la delazione fu severamente punita, d'ordinario con la riduzione in schiavitù ed anche con la pena capitale quando il colpevole fosse alla terza delazione, e ciò indipendentemente dal fatto che la delazione fosse calunniosa o meno. Ciò poiché la calunnia è sempre stata un carattere di non infrequente affiancamento della denuncia.
A questo aspetto in particolare sembra infatti riferita l'interpretazione che Teodosio raccoglie dai suoi predecessori e che così, un pochino crudamente, sintetizza:
Anche Severo intervenne in argomento, narrano le Pandette, per stabilire un principio tuttora affascinante, e cioè che in materia di delazione tributaria l'onere della prova non fosse a carico del possessore dei beni, il denunciato, il quale perciò non doveva dimostrare che i suoi beni fossero legittimamente suoi, ma era il delatore a dover dimostrare che appartenevano al fisco. Al tempo delle Pandette il concetto di delazione esecrabile era del resto già delimitato alla delazione fiscale.
Nell'opera di Cesare Beccaria, Dei delitti e delle pene (1764), il termine è usato sia con riferimento alla delazione d'armi sia alla delazione "informativa". Quest'ultimo parrebbe del tutto caduto in obsolescenza, così come un ancora più raro riferimento alla delazione del giuramento decisorio, che ebbe un lieve peso in dottrina quando si importava negli stati sardi un po' di diritto francese, o si cercava di portarlo a coerenza. Nell'XIX secolo, durante la dominazione italiana da parte degli Austriaci, si avevano per istituzionalizzate due forme di delazione: l'una pubblica, con la quale il denunciante era tenuto ad esporsi personalmente, e l'altra segreta, operata dai vigilatori pubblici, i quali si appalesavano soltanto in caso di necessità. Il rischio di calunnia era dunque contrastato dalla costrizione del privato ad apparire in pubblico insieme alla sua denuncia, mentre i vigilatori parevano al riparo da quel vizio per ragioni d'istituto. La mentalità di quel regime vedeva di buon occhio la delazione funzionalizzata a ragioni di polizia e dunque alla prevenzione dei reati. Al contrario era considerata turpe la delazione avente per fine l'investigazione sull'altrui morale od opinione.

## Rilevanza giuridica

### Diritto penale
Nella prassi di polizia, la delazione indica l'azione del confidente di polizia, del pentito, ed in genere di chiunque comunichi agli enti preposti fatti di rilevanza giuridica penale commessi o tentati da altri.
La questione più praticamente centrale oggetto di dibattito nei vari ordinamenti giuridici è comunque procedurale, e riguarda l'utilizzabilità come prova di ciò che sia oggetto di delazione. Si tratta cioè in primo luogo della avviabilità dell'azione penale in presenza di una notitia criminis di questo genere di fonte, che non è necessariamente disinteressata ed obiettiva proprio per definizione, e la riflessione coincide per molti aspetti con quella analoga in cui la fonte sia del tutto anonima.

### Diritto civile
Nel suo significato civilistico, il termine indica l'offerta dell'eredità (effettuata nei confronti di coloro che hanno diritto di ricevere in eredità o secondo la legge o secondo testamento), intesa come insieme dei rapporti giuridici facenti capo al defunto. La delazione, da un punto di vista temporale, è successiva alla vocazione ereditaria (chiamata degli eredi e legatari) ma coincide con l'apertura della successione, che avviene automaticamente, a prescindere dall'esistenza di attività patrimoniali, al momento della morte dell'individuo stesso.